# Stephan Gip

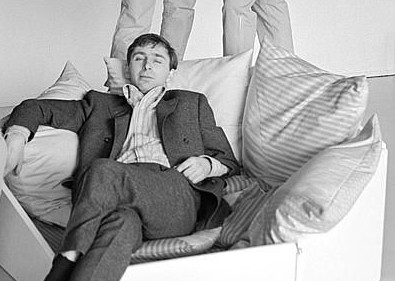
Stephan Gip i sin fåtölj "P-stolen", 1967.

Stephan Gip, född 5 april 1936 i Överluleå församling, är en svensk formgivare, inredningsarkitekt och tecknare. Hans mest kända möbeldesign är Robust från 1962 som har blivit en klassiker bland barnstolar. Den har sålts i över 200 000 exemplar och produceras fortfarande 2018 men försäljningen stoppades tillfälligt 2019.

## Liv och verk

### De första åren
Stephan Gips examensarbete vid Högre konstindustriella skolan (idag Konstfack) i Stockholm 1961 var barnmöbler i bok. Efter examen kom han till företaget Skrivrit och började rita barnmöbler för institutioner, daghem och förskolor. Gips ambition var att inte rita ”förkrympta vuxenmöbler” utan möbler speciellt utvecklade för barn. De togs fram efter måttstudier i samarbete med utvecklingspsykologen Stina Sandels vid Barnpsykologiska forskningslaboratoriet på Kungsholmen i Stockholm. Resultatet blev ett mycket uppskattat barnmöbelprogram, ”BA-serien”, som tillverkades i oljad bok och visades för en större publik på NK-bo. Möblerna kunde staplas och skjutas i och under varandra och krävde då minimal plats när de inte användes.

### Robust

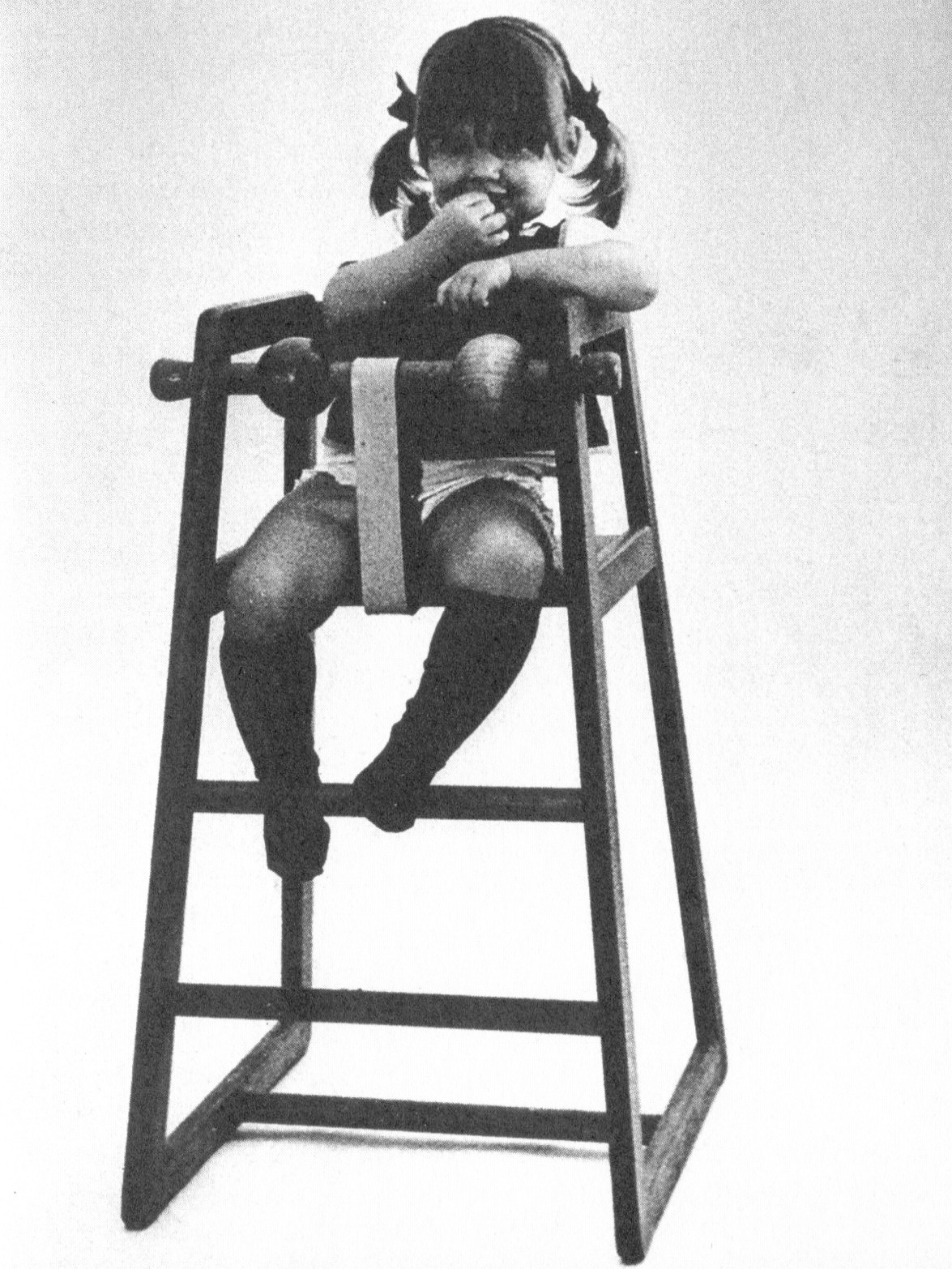
Barnstolen "Robust" från 1962.

Vid samma tid skapade Gip även den höga barnstolen ”Robust” som fick stor uppmärksamhet. Meningen var att barnet skulle kunna sitta i samma höjd vid matbordet som föräldrarna och så bättre kunna delta i familjelivet. Robust tillverkades av möbelfabrikanten AB Herbert Andersson i Gärsnäs. Den hade den för stolen typiska runda trästaven med en stor röd och gul kula samt en läderrem i framkanten som framglidningsskydd. Stolen kunde användas av barn upp till femårsåldern om man tog bort trästaven och läderremmen. Till Robust fanns även låga stolar och bord samt en våningssäng. Stolen har genom åren anpassats till gällande möbelnormer, även EU:s, och tillverkas än idag. Numera ligger den för eget montage i platt paket. Robust är verkligen robust. Den kan belastas med 70 kg och klarar 87 000 fall utan att gå sönder. Stolen finns i den permanenta utställningen för nutida design vid Nationalmuseum i Stockholm.

### Blow-Up
I mitten av 1960-talet presenterade Gip en serie uppblåsbara sittmöbler under namnet ”Blow-Up”. De producerades i mjuk PVC av Hagaplast AB och marknadsfördes som ”En stol att blåsa upp” – ”En extrastol” – ”En stol till stranden, vattnet, trädgården eller där Ni vill sitta skönt”. Köparen kunde själv blåsa upp dem med hjälp av dammsugare eller en pump. I motsats till Gips robusta barnmöbler blev ”Blow-Up” en typisk slit- och slängprodukt som man skulle kasta när den gick sönder eller när man tröttnat på den. Dock följde ett lagningskit med på köpet i fall det skulle bli hål. I tidskriften Form nr 9 från 1967 presenterades Gips blås-upp-möbler med en färgbild på omslaget och flera artiklar om Grips PVC- och pappmöbler.

### Övriga möbler
Gip samarbetade även med pappersproducenten Mo och Domsjö AB. Tillsammans lanserade de fibermöbler bestående av byggbara sitt- och bordelement. Möblerna kom i delar i platta kartonger. De kunde lätt monteras ihop utan skruvar och stabiliserades genom en sorts ”cellkartong-insats” som gjorde dem stabila. Med Perstorp AB utvecklade Gip under 1960-talets slut möbel-i-möbel konceptet ”P-sängen” (P som i Perstorp), som var en lekmöbel för vuxna. Denna tvåvåningssäng i form av en oktogon och med yta av plastlaminat i klara färger, bildade ett rum i rummet. Den liknande  en koja, där bottenvåningen var avsedd för samvaro medan övervåningen fungerade som en dubbelsäng. Till serien hörde även ”P-stolen”, en liggfåtölj med många kuddar. P-sängen och P-stolen presenterades 1967 vid Svenska Slöjdföreningens idéutställning Ordet är färg!
Gip är representerad vid bland annat Nationalmuseum och Moderna museet.

## Bilder

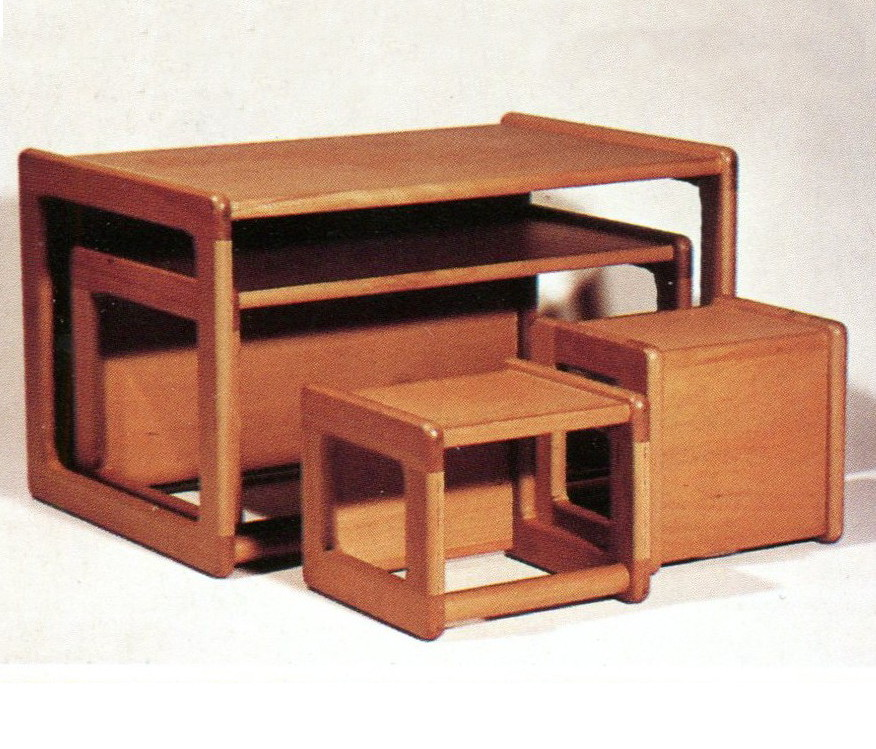
"BA-serien", 1962.
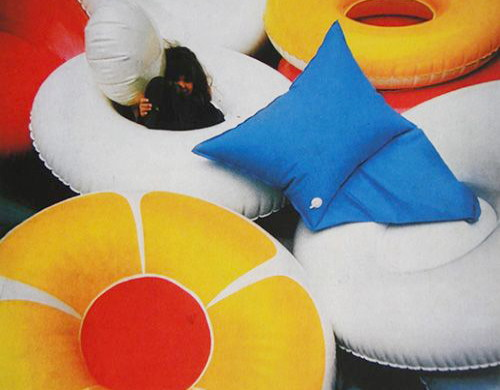
"Blow-Up", på tidskriften Form 1967.
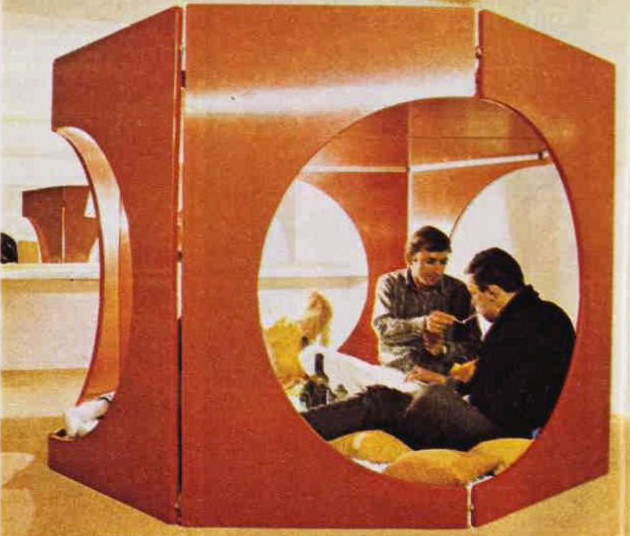
"P-sängen", 1968.
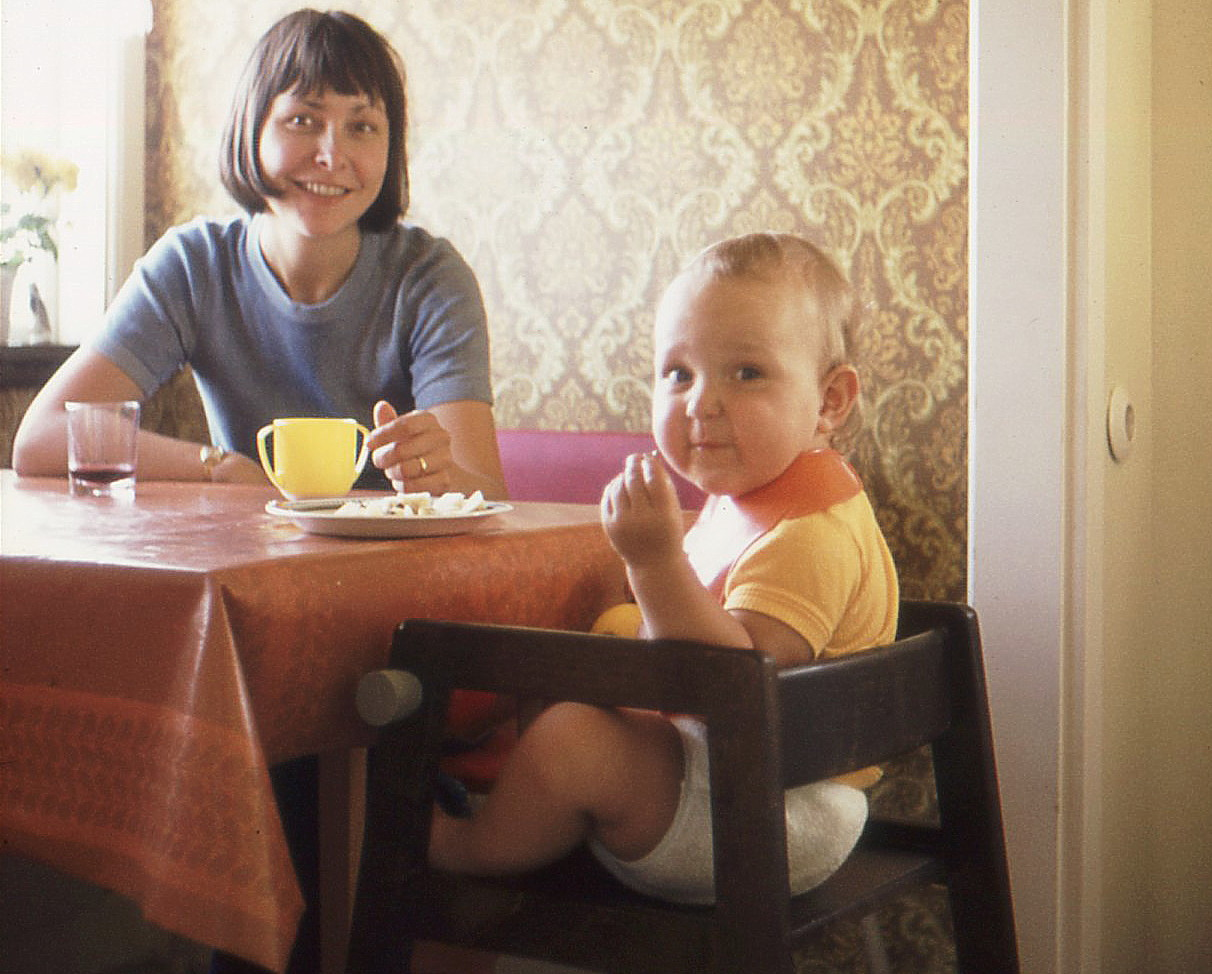
"Robust" i praktisk användning, 1975.
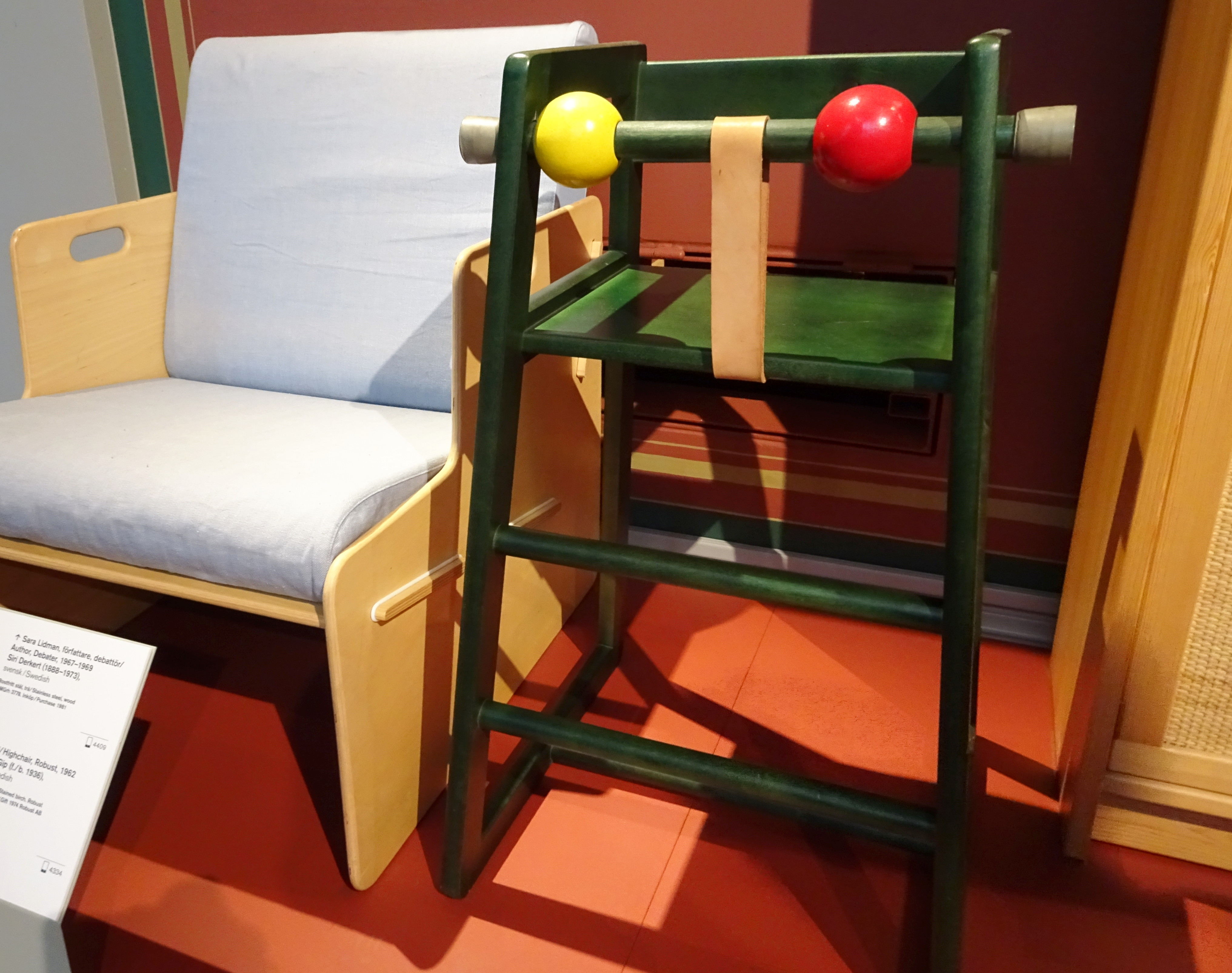
"Robust" på Nationalmuseum, 2018.